# Sông Đắk Đo
Sông Đắk Đo là một con sông đổ vào Sông Đắk Huýt. Sông Đắk Đo chảy qua các tỉnh Bình Phước, Đắk Nông .
Sông có chiều dài 10 km và diện tích lưu vực là 32 km² .
Đắk Đo khởi nguồn từ các suối ở xã Quảng Trực huyện Tuy Đức tỉnh Đăk Nông, trong vùng lõi Vườn quốc gia Bù Gia Mập 12°15′12″B 107°14′35″Đ / 12,253313°B 107,243019°Đ. Sông chảy hướng tây tây bắc qua thôn Bù Chấp.

## Chỉ dẫn
1. ↑  Trong tiếng các dân tộc thuộc nhóm ngôn ngữ Môn-Khmer ở Tây Nguyên và trong tiếng Việt cổ (trước thế kỷ 16, xem Chữ Nôm) thì đăk đã có nghĩa là nước, sông, suối, còn krông nghĩa là sông.